# The Lords of Flatbush
The Lords of Flatbush (Brasil: Os Lordes de Flatbush / Portugal: Juventude à Solta) é um filme norte-americano de 1974 distribuído pela Columbia Pictures, do género drama. O filme é estrelado por Sylvester Stallone, Perry King, Paul Mace, Henry Winkler e Susan Blakely. Stallone também foi creditado por escrever diálogos adicionais. O enredo é sobre adolescentes de rua em jaquetas de couro do bairro de Flatbush, no Brooklyn, Nova York. O filme, junto com American Graffiti, o sucesso de televisão Happy Days, o musical Grease e sua versão cinematográfica de mesmo nome, e o novo ato de rock “Sha Na Na’’, foi parte de um ressurgimento do interesse popular na cultura greaser dos anos 50 na década de 1970.

## Sinopse
Nos anos 50, no Brooklyn, Chico (Perry King), Stanley (Sylvester Stallone), Butchey (Henry Winkler) e Wimpy (Paul Mace) são os Lords de Flatbush, a gangue mais famosa do Brooklyn. Entre brigas, paqueras e diversões, eles procuram um lugar na sociedade moralista e capitalista de Nova Iorque.

## Elenco
- Perry King: Chico Tyrell
- Sylvester Stallone: Stanley Rosiello
- Henry Winkler: Butchey Weinstein
- Paul Mace: Wimpy Murgalo
- Susan Blakely: Jane Bradshaw
- Maria Smith: Frannie Malincanico
- Renee Paris: Annie Yuckamanelli
- Paul Jabara: Crazy Cohen
- Bruce Reed: Mike Mambo
- Ray Sharkey: Estudante